# Emtunga
Emtunga – miejscowość (tätort) w Szwecji, w regionie administracyjnym (län) Västra Götaland, w gminie Vara.
Według danych Szwedzkiego Urzędu Statystycznego liczba ludności wyniosła: 284 (31 grudnia 2015), 309 (31 grudnia 2018) i 303 (31 grudnia 2019).